# Synepidosis voluptuaria
Synepidosis voluptuaria är en tvåvingeart som beskrevs av Boris Mamaev och Zaitzev 1998. Synepidosis voluptuaria ingår i släktet Synepidosis och familjen gallmyggor. Inga underarter finns listade i Catalogue of Life.